# أنثروبولوجيا النصف آلي

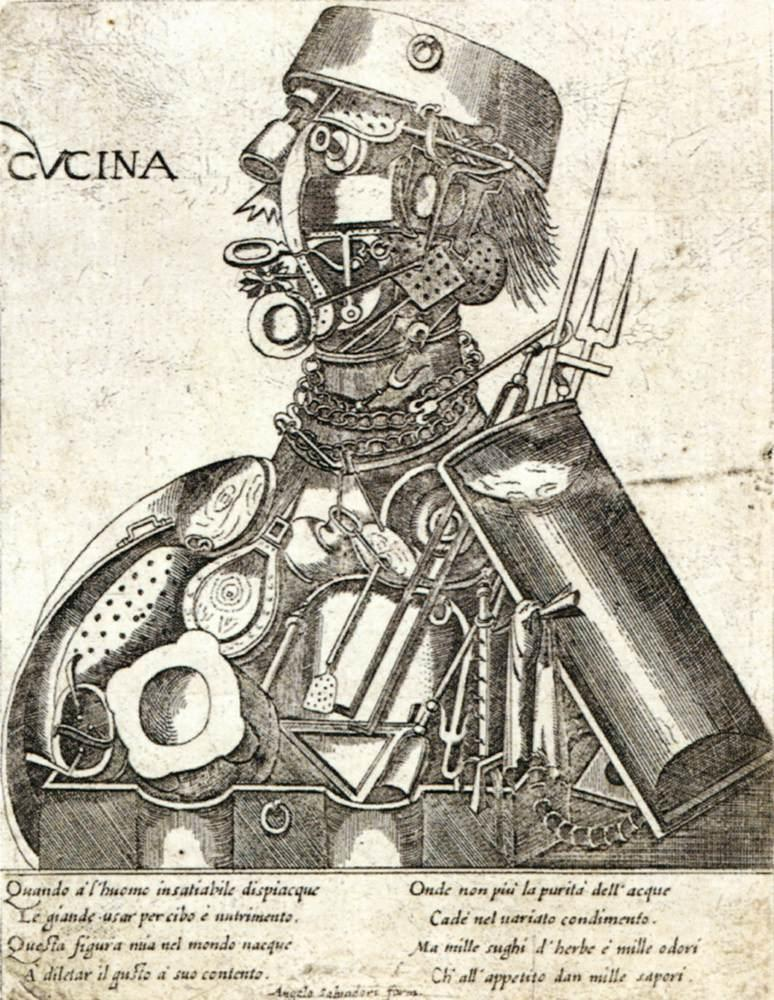

انثروبولوجيا النصف الي (Cyborg anthropology) وهو اختصاص يدرس التفاعل بين الإنسانية والتكنولوجيا من منظور أنثروبولوجي بحت. ويعتبر التخصص حديث نسبيًا، ولكنه يقدم رؤى جديدة حول التطورات التكنولوجية الجديدة وتأثيرها على الثقافة والمجتمع.

## تاريخ
يعد «بيان النصف ألي» للأستاذة الاميركية دونا هاراواي والذي كتب في عام 1984 أول مقال اكاديمي يقرأ بشكل واسع ويستكشف الابعاد الفلسفية والاجتماعية للأنسان النصف ألي. وقدم فريق علمي ذو تركيز فرعي وبألاشترك مع جمعية الأنثروبولوجيا الأمريكية  في اجتماعها السنوي بحثا بعنوان «أنثروبولوجيا الإنسان النصف ألي»، واستشهدت بـ «بيان هاراواي». حيث وصفت المجموعة أنثروبولوجيا الإنسان النصف ألي بأنها دراسة لكيفية تعريف البشر للإنسان في علاقته بالآلات، بالإضافة إلى دراسة العلوم والتكنولوجيا على أنها أنشطة تشكل الثقافة ويمكن تشكيلها من خلال الثقافة. وهذا يشمل دراسة الطرق التي يتحدث بها جميع الأشخاص، بما في ذلك أولئك الذين ليسوا خبراء علميين في وضع تصور للتكنولوجيا. كانت المجموعة الفرعية مرتبطة ارتباطًا وثيقًا بـ STS جمعية الدراسات الاجتماعية للعلوم. وفي الآونة الأخيرة، كانت Amber Case مسؤولة عن شرح مفهوم Cyborg Anthropology لعامة الناس. اذ إنها تعتقد أن أحد الجوانب الرئيسية لأنثروبولوجيا ألانسان النصف الي هو دراسة شبكات المعلومات بين البشر والتكنولوجيا.
وقد ساعد العديد من الأكاديميين في تطوير أنثروبولوجيا ألنصف ألي، والكثير ممن لم يسمعوا بهذا المصطلح لا يزالون يجرون اليوم أبحاثًا يمكن اعتبارها فيما يخص أنثروبولوجيا الإنسان النصف ألالي، لا سيما الأبحاث المتعلقة بالأطراف الصناعية المتقدمة تقنيًا وكيف يمكنها التأثير على حياة الإنسان.كما يشرح ملخص عام 2014  الأنثروبولوجيا الأمريكية الشاملة وتقاطعاتها مع مفاهيم ألانسان النصف ألي (سواء كانت صريحة أم لا) بقلم جوشوا ويلز وكيف يمكن للطرق الغنية بالمعلومات والمحملة بالثقافة التي يتخيلها البشر، وكيف تصنع، وتستخدم الأدوات لتوسيع مفهوم ألانسان النصف ألي من خلال تطور السلالة البشرية. وتقول Amber Case للناس بشكل عام أن العدد الفعلي للذين يصفون نفسهم بمتخصصين في انثروبولوجيا الإنسان النصف الي هو «حوالي سبعة». وتهدف موسوعة انثروبولوجيا الإنسان النصف ألي، والتي تدار بواسطة Case ، إلى جعل التخصص في هذا المجال متاحًا قدر الإمكان، حتى للأشخاص الذين ليس لديهم خلفية في الأنثروبولوجيا.

## المنهج
يستخدم اختصاص انثروبولوجيا النصف الي الأساليب التقليدية للبحث الأنثروبولوجي مثل الإثنوغرافيا وملاحظات المشاركين، مصحوبة بالإحصاءات والبحوث التاريخية والمقابلات.وتعد بطبيعتها دراسة متعددة التخصصات؛ كما يمكن لاختصاص انثروبولوجي النصف الي ان يشمل دراسات العلوم والتكنولوجيا، علم التحكم الآلي، النظرية النسوية، والكثير أيضا. ويركز في المقام الأول على كيفية استخدام الناس للنقاش حول العلوم والتكنولوجيا من أجل جعلها ذات مغزى في حياتهم.

### «سايبورغ» اصوله ومعناه
ابتكر في الأصل على ورقة عام 1960 حول استكشاف الفضاء، وهذا المصطلح قصير للكائنات السيبرانية.  ويُعرف السايبورغ حسب المتعارف عليه بأنه نظام يحتوي على أجزاء عضوية واخرى غير عضوية. ويعرف السايبورغ بالمعنى الدقيق للكلمة بأنهم أشخاص لديهم أعضاء اصطناعية في اجسامهم. وقد تكون أعضاء السايبورج الاصطناعية هذه عبارة عن تقنيات تصالحية تساعد الجسم على العمل وتحل محل العضو المريض، مثل أجهزة تنظيم ضربات القلب، ومضخات الأنسولين، والأطراف الاصطناعية، أو التقنيات المحسنة التي تحسن جسم الإنسان خارج حالته الطبيعية.  بالمعنى الواسع، يمكن اعتبار جميع التفاعلات البشرية مع التكنولوجيا تجعلنا سايبورغ (نصف ألي).كما يميل معظم علماء أنثروبولوجيا السايبورغ في وجهة نظرهم الاخيرة  عن النصف ألي؛ ان البعض، مثل Amber Case ، يدعون حتى أن البشر هم بالفعل من السايبورج لأن حياة الناس اليومية وإحساسهم بذاتهم  متداخلان جدًا مع التكنولوجيا.  يقترح "Cyborg Manifesto" من Haraway أن التكنولوجيا مثل الصور الرمزية الافتراضية، والتلقيح الاصطناعي، وجراحة تغيير الجنس، والذكاء الاصطناعي قد تجعل الانقسام بين الجنس والجنسانية بلا ارتباط، أو حتى معدوم. وتضيف في حديثها قائلة  أن الاختلافات البشرية الأخرى (مثل الحياة والموت، الإنسان والآلة، الافتراضية والواقعية) قد تختفي بالمثل في أعقاب السايبورج.

### الرقمية مقابل علم الإنسان النصف ألي
تركز الأنثروبولوجيا الرقمية بكيفية تغيير التقدم الرقمي لطريقة  عيش الناس لحياتهم، بالإضافة إلى التغييرات اللاحقة على كيفية قيام علماء الأنثروبولوجيا بالإثنوغرافيا وبدرجة أقل كيف يمكن استخدام التكنولوجيا الرقمية في تقديم الابحاث واجرائها. كما تشارك أنثروبولوجيا السايبورغ في تخصصات مثل علم الوراثة وتكنولوجيا النانو، وهي ليست رقمية بحتة. كما يغطي علم السيبرانية / المعلوماتية نطاق تقدم السايبورغ بشكل أفضل من التسمية الرقمية.

## المفاهيم والأبحاث الرئيسية

### نظرية الفاعل-الشبكة
لطالما كانت الاسئلة الموضوعية  والمؤسسة والاطراف الفاعلة  والهيكلة محط اهتمام في الأنثروبولوجيا الاجتماعية والثقافية. يعد السؤال الأهم في انثروبولوجيا السايبورغ،  عن نوع النظام السيبراني الذي يشكل الفاعل / الموضوع. هل هي التكنولوجيا الفعلية التي تؤثر على الإنسانية (الإنترنت)، أو الثقافة التقنية العامة (وادي السيليكون)، ام انه العقوبات  المفروضة من الحكومة (الحياد الصافي)، هل هم البشر المبدعون بحد ذاتهم (ستيف جوبز)، أو كل هذه العناصر كلها أو مزيج منها؟ يعتقد بعض الأكاديميين أن البشر فقط هم الذين يمتلكون الفاعلية والتكنولوجيا وهي شيء يتصرفون وفقا له، بينما يرى آخرون أن البشر ليس لديهم وكالة وأن الثقافة تتشكل بالكامل من خلال الظروف المادية والتكنولوجية. نظرية شبكة الفاعلين (ANT)، التي اقترحها برونو لاتور، وهي نظرية تساعد العلماء على فهم كيفية عمل هذه العناصر معًا لتشكيل الظواهر التقنية الثقافية. يقترح لاتور أن الجهات الفاعلة والموضوعات التي يعملون عليها هي أجزاء من شبكات أكبر من التفاعل المتبادل وحلقات التغذية الراجعة. كما يمتلك البشر والتكنولوجيا كلاهما القدرة على تشكيل بعضهما البعض. وتصف ANT بشكل أفضل الطريقة التي تتعامل بها انثروبولوجيا السايبورغ مع العلاقة بين البشر والتكنولوجيا. وبالمثل، يشرح ويلز كيف يتم إنشاء أشكال جديدة من التعبير السياسي المتصل بالشبكة مثل Pirate Partymovement و softwarephilosophies الحرة والمفتوحة المصدر من الاعتماد البشري على تقنيات المعلومات في جميع مناحي الحياة.

### الذكاء الاصطناعي
أجرى باحثون مثل كاثلين ريتشاردسون بحثًا إثنوغرافيًا على البشر الذين يبنون ويتفاعلون مع الذكاء الاصطناعي. وفي الآونة الأخيرة، افترض ستيوارت جيجر، وهو طالب دكتوراه في جامعة كاليفورنيا في بيركلي، أن الروبوتات قد تكون قادرة على خلق ثقافة وكيان خاص بها، والتي يمكن للباحثين دراستها باستخدام الأساليب الإثنوغرافية. وابدى علماء الأنثروبولوجيا ردة فعل شكية تجاه ماقاله جيجر، لأنهم يعتقدون أن الثقافة شي خاص بالمخلوقات الحية وان الإثنوغرافيا تقتصر على البشر فقط.

### مابعد ألانسانية
تعرف الأنثروبولوجيا ببساطة على انها دراسة البشر. ومع ذلك  يعرف السايبورج على انه شيءًا ليس بشريًا بالكامل أي ان اعضائه بعضها ألي. علاوة على ذلك، قد يكون من الصعب قصر هذا الاختصاص على انه دراسة للبشر حيث سمحت التكنولوجيا للبشر بتجاوز الظروف الطبيعية للحياة العضوية.و يطرح سؤال حدوث حالة ماوراء الإنسانية في طبيعة وضرورة مجال يركز على دراسة البشر.  كما تقول عالمة علم الاجتماع التكنولوجي زينب توفيقي  ان أي تعبير رمزي عن أنفسنا  حتى أقدم لوحات الكهوف  تعتبر  «ماوراء الإنسانية» لأنه موجودة خارج أجسادنا المادية. وبالنسبة لها  هذا يعني أن الإنسان و «ما بعد الإنسان» كانا موجودين دائمًا جنبًا إلى جنب وأن الأنثروبولوجيا اهتمت دائمًا بما بعد الإنسان وكذلك الإنسان.يشير نيل إل وايتهيد ومايكل ويلش أن القلق من أن ما بعد الإنسانية ستقضي على الإنسان حيث تجاهل أختصاص الأنثروبولوجيا في تاريخه الطويل الانخراط مع غير البشر (مثل الأرواح والشياطين التي يؤمن بها البشر) و «دون الإنسانية» ثقافياً (مثل الجماعات المهمشة) داخل المجتمع).  وعلى النقيض من ذلك، يشير ويلز، من خلال منظوره العميق، إلى الطرق التي تمثلها القيم والأخلاقيات التي تركز على الأدوات والتواصل التكنولوجي والتي تميز الحالة البشرية، وأن الاتجاهات عبر الثقافات والإثنية في مفاهيم الحياة، وديناميكيات القوة، وتعريفات الإنسانية غالبًا ما تدرج ضمن الرموز التكنولوجية الغنية بالمعلومات.

## شخصيات بارزة
- امبر كيس
- شيري توركلي
- شارون تراويك
- لوسيان كاستينج تايلور
- ألوكويري روزان ستون